# Saison 1 de House of the Dragon
Chronologie
Saison 2
Cet article présente le guide des épisodes de la première saison de la série télévisée américaine House of the Dragon.

## Synopsis
La série débute 189 ans avant l'époque de Game of Thrones et raconte les évènements qui ont provoqué une guerre civile appelée La Danse des Dragons (Dance of the Dragons), qui conduit à la perte des dragons et au début de la chute de la Maison Targaryen.

## Diffusion
- Aux États-Unis, la saison est diffusée du 21 août au 23 octobre 2022 sur HBO et HBO Max.
- Au Canada, elle est diffusée du 21 août au 23 octobre 2022 en simultané sur HBO Canada via Crave.  Elle sera diffusée en clair sur Z à partir du 13 juin 2023.
- En Belgique, elle est diffusée du 22 août au 24 octobre 2022 en simultané sur Be tv.
- En France, elle est diffusée du 22 août 2022 au 24 octobre 2022 sur OCS City et OCS Max.
- En Suisse, elle est diffusée du 22 août 2022 au 24 octobre 2022 en simultané sur RTS Un.

## Distribution

### Acteurs principaux
- Paddy Considine (VF : Xavier Béja) : le roi Viserys Ier Targaryen
- Matt Smith (VF : Anatole de Bodinat) : le prince Daemon Targaryen
- Olivia Cooke (VF : Marie Chevalot) : Lady Alicent Hightower
  - Emily Carey (VF : Maryne Bertieaux) : Alicent Hightower (jeune)
- Emma D'Arcy (VF : Julie Cavanna) : la princesse Rhaenyra Targaryen
  - Milly Alcock (VF : Thaïs Laurent) : Rhaenyra Targaryen (jeune)
- Rhys Ifans (VF : Féodor Atkine) : sir Otto Hightower
- Steve Toussaint (VF : Jean-Paul Pitolin) : Lord Corlys Velaryon
- Eve Best (VF : Marjorie Frantz) : la princesse Rhaenys Targaryen
- Fabien Frankel (VF : Sébastien Baulain) : sir Criston Cole
- Sonoya Mizuno (VF : Nina Broniszewski-Madre) : Mysaria
- Graham McTavish (VF : Loïc Houdré) : sir Harrold Ouestrelin
- Matthew Needham (VF : Lionel Cecilio) : Larys Fort
- Jefferson Hall (VF : Rémi Bichet) : Lord Jason Lannister / sir Tyland Lannister (jumeaux)
- Harry Collett (VF : Esteban Oertli) : le prince Jacaerys Velaryon
- Tom Glynn-Carney (VF : Clément Moreau) : le prince Aegon Targaryen
- Ewan Mitchell (VF : Martin Faliu) : le prince Aemond Targaryen
- Bethany Antonia (VF : Justine Berger) : Lady Baela Targaryen
- Phoebe Campbell : Lady Rhaena Targaryen
- Phia Saban (VF :  Lévanah Solomon) : la princesse Helaena Targaryen

### Acteurs récurrents
- Gavin Spokes (VF : Jean-François Aupied) : Lord Lyonel Fort
- David Horovitch (en) (VF : Patrice Dozier) : Grand Mestre Mellos
- Bill Paterson (VF : Régis Lang) : Lord Lyman des Essaims
- Steffan Rhodri (VF : Loïc Guingand) : Lord Hobert Hightower
- John Macmillan (VF : Jérémie Bédrune) : sir Laenor Velaryon
- Luke Tittensor (en) (VF : Kévin Goffette) : sir Arryk Cargyll
- Elliot Tittensor (en) (VF : Nicolas Duquenoy) : sir Erryk Cargyll
- Anthony Flanagan : sir Steffon Sombrelyn
- Max Wrottesley (VF : Luc Boulad) : sir Lorent Marpheux
- Ryan Corr (VF : Eilias Changuel) : sir Harwin Fort
- Wil Johnson (VF : Vincent Touré) : sir Vaemond Velaryon
- Kurt Egyiawan (VF : Grégory Lerigab) :  Grand Mestre Orwyle
- Jordon Stevens (VF : Nayéli Forest) : Elinda Massey
- Elliot Grihault (VF : Lucille Boudonnat) : le prince Lucerys Velaryon
- Paul Kennedy (VF : Eric Marchal) : Lord Jasper Wylde
- Alexis Raben (VF : Marion Gress) : Talya
- Paul Hickey (VF : Richard Leroussel) : Lord Allun Caswell
- Phil Daniels : Mestre Gerardys

### Invités
- Sian Brooke (VF : Danièle Douet) : la reine Aemma Arryn (épisode 1)
- Michael Carter (en) : le roi Jaehaerys Ier Targaryen (épisode 1)
- Garry Cooper : sir Ryam Redwyne (épisode 1)
- Frankie Wilson (VF : Jean-Marc Charrier) : Capitaine Randyll Barret (épisodes 1 et 2)
- David Hounslow : Lord Rickon Stark de Winterfell (épisode 1)
- Julian Lewis Jones (VF : Jean-Marc Charrier)  : Lord Boremund Baratheon (épisodes 1 et 4)
- Matthew Carver : sir Laenor Velaryon (enfant) (épisode 1)
- Theo Nate : sir Laenor Velaryon (jeune) (épisodes 3 et 5)
- Nanna Blondell (en) (VF : Elsa Bougerie) : Lady Laena Velaryon (épisode 6)
  - Savanna Steyn (VF : Elsa Bougerie) : Laena Velaryon (jeune) (épisode 5)
  - Nova Foueillis-Mose (VF : Charlotte Hennequin) : Laena Velaryon (enfant) (épisodes 1 et 2)
- Daniel Scott-Smith : Craghas Drahar dit « Le Gaveur-de-Crabes » (épisodes 2 et 3)
- Alfie Todd (VF : Arthur Raynal) : Willem Nerbosc (épisode 4)
- Rachel Redford (en) (VF : Audrey Sourdive) : Lady Rhea Royce (épisode 5)
- Gary Raymond : le Grand Septon (épisode 5)
- Solly McLeod (VF : Jim Redler) : Joffrey Lonbec (épisode 5)
- Owen Oakeshott (VF : Éric Aubrahn) : sir Gerold Royce (épisode 5)
- Dean Nolan (VF : Olivier Bernard) : le prince Reggio Haratis (épisode 6)
- Arty Froushan (VF : Thierry d'Armor) : sir Qarl Correy (épisodes 6 et 7)
- Leo Hart (VF : Faustine Legrand)  : le prince Jacaerys Velaryon (enfant) (épisodes 6 et 7)
- Ty Tennant (en) : le prince Aegon Targaryen (jeune) (épisodes 6 et 7)
- Leo Ashton (VF : Marie Nonenmacher) : le prince Aemond Targaryen (jeune) (épisodes 6 et 7)
- Shani Smethurst (VF : Justine Berger) : Lady Baela Targaryen (enfant) (épisodes 6 et 7)
- Eva Ossei-Gerning : Lady Rhaena Targaryen (enfant) (épisodes 6 et 7)
- Evie Allen : la princesse Helaena Targaryen (jeune) (épisodes 6 et 7)
- Harvey Sadler : le prince Lucerys Velaryon (enfant) (épisodes 6 et 7)
- Maddie Evans : Dyana (épisode 8)
- Michelle Bonnard (VF : Maëva Trioux) : Sylvi (épisode 9)
- Roger Evans (VF : Bruno Magne) : Lord Borros Baratheon (épisode 10)
- Nicholas Jones (en) (VF : Philippe Ariotti) : Lord Bartimos Celtigar (épisode 10)

## Épisodes

### Épisode 1:Les Héritiers du dragon
- États-Unis /  Canada : 21 août 2022 sur HBO / HBO Max / HBO Canada
- Québec : 21 août 2022 sur Super Écran / Crave / HBO Canada
- France : 22 août 2022 sur OCS City / OCS Max
- Suisse : 22 août 2022 sur RTS Un

- États-Unis : 9,99 millions de téléspectateurs[1] (première diffusion)

En l'an 101 après la conquête, 181 ans avant la naissance de Daenerys Targaryen, son ancêtre le roi Jaehaerys Targaryen tient un grand Conseil à Harrenhall pour nommer un héritier à la suite de la mort de ses deux fils aînés, mais aussi pour éviter une guerre civile. Le prince Viserys Targaryen, aîné des petits-fils du roi, est choisi comme héritier au détriment de la princesse Rhaenys Targaryen, fille unique du fils aîné Aemon, et normalement héritière du roi. 
En l'an 110, cela fait désormais neuf ans que Viserys règne, et sa femme, la reine Aemma, est de nouveau enceinte après plusieurs fausses couches et la perte d'enfants mort-nés. Le roi est convaincu qu'elle porte un garçon. Lors du Conseil restreint, Lord Corlys Velaryon, le maître des navires, avertit le roi et le reste du Conseil de la menace que pourrait représenter la Triarchie, une alliance de trois cités libres d'Essos: Myr, Lys et Tyrosh qui revendiquent les Degrés de Pierre, un archipel situé dans le détroit entre les deux continents, mais il n'est guère pris au sérieux par les membres du Conseil. Sir Otto Hightower, la Main du Roi, outré par la brutalité dont fait preuve le prince et frère du roi Daemon Targaryen aux commandes du Guet de Port-Réal, demande au roi que le prince soit renvoyé auprès de son épouse Rhea Royce dans le Val, mais Viserys refuse. 
Lors de la joute équestre organisée à Port-Réal pour fêter la naissance prochaine du nouvel héritier, la fille de Viserys, la princesse Rhaenyra et son amie Lady Alicent (la fille d'Otto), sont intriguées par Sir Criston Cole, un chevalier de basse naissance qui défait le prince Daemon. Au même moment, la reine Aemma meurt en couches, à la suite des complications de la césarienne demandée par Viserys pour sauver l'enfant. Malheureusement, ce dernier nommé Baelon, meurt aussi quelques heures après sa mère. Pour essayer de consoler le roi, sir Otto Hightower envoie auprès de lui sa fille Alicent, malgré sa réticence.
Lors du Conseil restreint, Otto informe le roi que Daemon a porté, lors d'une fête dans un bordel, un toast au défunt prince Baelon, le qualifiant d'« héritier d'une seule journée ». Viserys, outré par cet acte, déshérite et bannit son frère, et nomme sa fille Rhaenyra princesse héritière. Il révèle à cette dernière que ce n'est pas seulement l'ambition qui a poussé Aegon à conquérir Westeros. C'était un rêve : « tout comme Daenys Targaryen avait prédit la fin de Valyria, Aegon prédit la fin du monde des hommes. Cela commencera par un terrible hiver, surgissant du nord lointain. Aegon a vu les plus noires des ténèbres chevaucher ces vents... et ce qui se trouve en leur sein détruira le monde des vivants. Quand ce grand hiver arrivera, tout Westeros doit se dresser contre lui, et pour que le monde des hommes survive, un Targaryen devra s'asseoir sur le Trône de Fer. Un roi ou une reine assez puissant pour unir le royaume contre le froid et les ténèbres. Aegon nomma ce rêve La ballade de glace et de feu. Ce secret a été transmis de roi à héritier depuis le règne d'Aegon ». 

### Épisode 2:Le Prince Rebelle
- États-Unis /  Canada : 28 août 2022 sur HBO / HBO Max / HBO Canada
- France : 29 août 2022 sur OCS City / OCS Max
- Suisse : 29 août 2022 sur RTS Un

- États-Unis : 10,2 millions de téléspectateurs

### Épisode 3:Aegon le deuxième
- États-Unis /  Canada : 4 septembre 2022 sur HBO / HBO Max / HBO Canada
- France : 5 septembre 2022 sur OCS City / OCS Max
- Suisse : 5 septembre 2022 sur RTS Un

- États-Unis : 9,60 millions de téléspectateurs

- Cet épisode a été applaudi par la presse et les téléspectateurs pour sa qualité de réalisation et d’écriture. Elle atteint la note de 9.2 / 10 sur le site IMDb.

### Épisode 4:Le Roi du Détroit
- États-Unis /  Canada : 11 septembre 2022 sur HBO / HBO Max / HBO Canada
- France : 12 septembre 2022 sur OCS City / OCS Max
- Suisse : 12 septembre 2022 sur RTS Un

- États-Unis : 9,70 millions de téléspectateurs

### Épisode 5:Nous éclairons la voie
- États-Unis /  Canada : 18 septembre 2022 sur HBO / HBO Max / HBO Canada
- France : 19 septembre 2022 sur OCS City / OCS Max
- Suisse : 19 septembre 2022 sur RTS Un

- États-Unis : 9,20 millions de téléspectateurs

Dans le Val, le prince Daemon Targaryen assassine son épouse Lady Rhea Royce et fait passer sa mort pour un accident de chasse.
Le roi Viserys et la princesse Rhaenyra naviguent vers Lamarck pour réparer les relations entre leur famille et celle des Velaryon, en proposant un mariage entre Rhaenyra et Laenor Velaryon, le fils de Lord Corlys Velaryon. Rhaenyra s'entretient seule avec son cousin, lui annonce qu'elle est au courant pour son homosexualité et lui propose donc un mariage de façade : ils devront concevoir des héritiers tout en étant libres d'avoir des amants. Sur le chemin du retour, sir Criston Cole propose à Rhaenyra de renoncer au trône et de s'enfuir avec lui à Essos ; la princesse refuse l'offre de son chevalier, qui part, en colère.
Avant de quitter Port-Réal, sir Otto Hightower prévient sa fille que si Rhaenyra devait monter sur le trône, ses enfants seraient en danger car ils deviendraient une menace pour la couronne de Rhaenyra. Larys Fort prévient la reine Alicent à propos de la tisane abortive donnée à Rhaenyra ; la reine, curieuse, convoque sir Criston pour l'interroger sur les allégations de relations sexuelles entre Rhaenyra et Daemon. Le chevalier, anxieux, avoue alors être l'amant de la princesse, et dit qu'il acceptera sa pénitence. Alicent décide de le laisser partir.
Lors de la fête célébrant les fiançailles de Rhaenyra et de Laenor, Alicent interrompt le discours du roi en entrant dans la salle, vêtue d'une robe vert émeraude (la couleur de la maison Hightower pour lancer un appel aux armes). Son oncle, Lord Hobert, l'assure de son soutien politique.
Sir Gerold Royce confronte le prince Daemon et l'accuse du meurtre de sa cousine Rhea. Le prince nie et répond qu'il est sur le point de réclamer l'héritage, les richesses ainsi que le titre de sa défunte épouse. 
Pendant ce temps, sir Joffrey Lonbec - l'amant de Laenor - devine que sir Criston est l'amant de Rhaenyra, et l'approche pour lui suggérer qu'ils gardent les secrets de leurs amants respectifs afin de les protéger. Pendant ce temps, Daemon courtise Laena Velaryon, la fille de Corlys. Il questionne ensuite Rhaenyra sur son désir de se marier avec Laenor. Rhaenyra répond à Daemon que s'il la veut, il n'a qu'à l'emmener à Peyredragon pour l'épouser, et qu'une fois mariés le roi ne pourrait rien contre leur amour. Avant qu'il ne puisse agir, un mouvement de panique parcourt la foule des danseurs : sir Criston, furieux, frustré et empli de culpabilité, pensant que Joffrey le fait chanter, le frappe à mort, mettant fin alors de manière désastreuse au festin. Afin d'éviter un nouveau scandale, Laenor et Rhaenyra se marient à la hâte lors d'une cérémonie privée le soir même ; Viserys, malade et épuisé, s'effondre immédiatement après.

### Épisode 6:La Princesse et la Reine
- États-Unis /  Canada : 25 septembre 2022 sur HBO / HBO Max / HBO Canada
- France : 26 septembre 2022 sur OCS City / OCS Max
- Suisse : 26 septembre 2022 sur RTS Un

- États-Unis : 9,6 millions de téléspectateurs

Dix ans après son mariage, la princesse Rhaenyra donne naissance à son troisième enfant. Son époux, sir Laenor le nomme Joffrey en hommage à son défunt amant. La reine Alicent ordonne que le nouveau-né soit immédiatement amené devant elle. Faible et souffrante à la suite de l'accouchement, Rhaenyra aidée par Laenor insiste pour l'amener elle-même à la reine. Alicent remarque que le bébé a les cheveux bruns comme ses frères Jacaerys et Lucerys au lieu d'avoir la couleur de cheveux argentée typique des Targaryen et des Velaryon. Aegon, le fils aîné de la reine Alicent, fait une farce à Aemond, son jeune frère, le seul prince qui n'a pas encore de dragon avec Jacaerys et Lucerys, ses neveux. En colère à la suite de la farce et frustré de ne toujours pas avoir eu son dragon, Aemond s'introduit discrètement dans Fossedragon mais il fuit quand il voit un dragon cracher du feu.
Plus tard, seule avec le roi Viserys, la reine insiste pour que les enfants de Rhaenyra soient déclarés bâtards afin qu'ils ne puissent pas accéder au trône, mais le roi refuse catégoriquement. Pendant l'entraînement des jeunes princes au maniement de l'épée, sir Criston Cole devenu le chevalier protecteur attitré d'Alicent, incite le commandant du Guet de Port-Réal sir Harwin Fort à l'attaquer dans le but de confirmer les rumeurs sur l'infidélité de Rhaenyra, remettant ainsi en question la légitimité de ses fils.  
Plus tard, Alicent réprimande son fils Aegon pour la farce et sa mauvaise conduite, insiste sur le fait que l'unité et la loyauté doivent régner dans leur famille, et qu'il doit se préparer à affronter Rhaenyra un jour pour accéder au trône.
Le prince Daemon et sa seconde épouse Lady Laena Velaryon voyagent vers Essos avec leurs filles jumelles Baela et  Rhaena. Convoitant la puissance des dragons, le prince Reggio Haratis dirigeant de Pentos offre à Daemon et Laena une seigneurie en échange d'une alliance contre la Triarchie qui cherche maintenant à s'étendre vers le nord du continent d'Essos. Laena, enceinte, subit un accouchement long et pénible. Étant incapable d'accoucher correctement, elle ordonne à son dragon Vhagar de la brûler, lui donnant ainsi une mort de dragonnier au lieu de mourir en couche. 
Laenor fatigué par la vie à la cour souhaite aller combattre aux côtés de son amant sir Qarl Correy aux Degrés de Pierre qui ont été reconquis par la Triarchie, mais Rhaenyra lui ordonne de rester. 
Pour instaurer une paix politique et solidifier la succession, Rhaenyra propose de marier son fils et héritier le prince Jacaerys à la princesse Helaena, la fille d'Alicent et demi-sœur de Rhaenyra. La proposition enchante le roi Viserys mais Alicent s'y oppose. Lord Lyonel Fort souhaite démissionner de son poste de Main du Roi en raison des rumeurs sur l'intimité présumée de son fils Harwin avec Rhaenyra. Le roi Viserys refuse sa démission mais lui accorde un bref déplacement à Harrenhal avec Harwin, son héritier, qui va superviser le domaine. Sir Harwin fait des adieux touchants à Rhaenyra et à ses enfants, ce qui suggère qu'il est peut-être bien le père biologique des enfants de la princesse. Quand Jacaerys demande à sa mère si Harwin est son véritable père, ce qui ferait de lui un bâtard, Rhaenyra lui répond qu'il est un Targaryen et que c'est tout ce qui compte. 

### Épisode 7:Lamarck
- États-Unis /  Canada : 2 octobre 2022 sur HBO / HBO Max / HBO Canada
- France : 3 octobre 2022 sur OCS City / OCS Max
- Suisse : 3 octobre 2022 sur RTS Un

- États-Unis : 9,5 millions de téléspectateurs

Le roi Viserys et sa cour assistent aux funérailles de Lady Laena à Lamarck. Rhaenyra, qui porte en secret le deuil de sir Harwin Fort, est contente de revoir son oncle Daemon. Viserys, retrouvant son frère après une longue absence, lui propose de mettre de côté leurs différends et de retourner à Port-Réal, mais Daemon refuse. Larys Fort assiste également aux funérailles en tant que nouveau seigneur d'Harrenhal. 
Plus tard dans la nuit, Rhaenyra et Daemon se retrouvent sur la plage et deviennent intimes. Au même moment, le prince Aemond se faufile discrètement auprès de Vhagar, la vieille dragonne de feu lady Laena et se l'approprie mais il manque de tomber en la chevauchant. De retour à terre, Aemond a une violente altercation avec ses neveux et cousines, en particulier avec Rhaena, la fille de Laena, qui comptait revendiquer Vhagar pour elle-même. Puis il traite ses neveux de bâtards et doit se défendre contre Lucerys et Jacaerys. Lucerys blesse Aemond à l'oeil gauche avec un poignard en acier valyrien. Tous les enfants sont amenés devant le roi Viserys qui considère l'affaire réglée quand son fils Aemond dit que gagner un dragon valait bien la perte d'un œil. Malgré tout, sa mère, la reine Alicent veut que Lucerys soit également éborgné. Comme Viserys refuse, Alicent, désemparée, saisit la dague de son mari pour attaquer Lucerys. Rhaenyra l'arrête mais Alicent la blesse au bras dans la lutte. Après avoir appris que les enfants de Rhaenyra se faisaient traiter de bâtards, Viserys décrète que toute personne remettant en question la légitimité de ses petits-fils se fera couper la langue. 

### Épisode 8:Le Seigneur des marées
- États-Unis /  Canada : 9 octobre 2022 sur HBO / HBO Max / HBO Canada
- France : 10 octobre 2022 sur OCS City / OCS Max
- Suisse : 10 octobre 2022 sur RTS Un

- États-Unis : 8,73 millions de téléspectateurs

Six ans ont passé depuis le mariage de Rhaenyra et Daemon Targaryen. À Marée Haute, le siège de la maison Velaryon, la question de la succession se pose lorsque Lord Corlys Velaryon est gravement blessé lors d'un combat contre la Triarchie aux Degrés de Pierre. Son frère, Vaemond Velaryon, revendique le Trône de Bois Flotté de Lamarck auprès de la Couronne, clamant que Lucerys Velaryon, qui a été désigné comme héritier par Lord Corlys, n'est pas le fils légitime de Laenor Velaryon. Rhaenyra, enceinte de son sixième enfant, accompagnée de Daemon et de leurs enfants, retourne à Port-Réal pour appuyer les droits de Lucerys. Le roi Viserys, méconnaissable, extrêmement faible et alité, est heureux de faire la connaissance des deux enfants de Rhaenyra et Daemon : Aegon, l'aîné, et Viserys, le cadet. Toutes les affaires royales sont maintenant gérées par la reine Alicent et son père, sir Otto Hightower, la Main du Roi : ils droguent Viserys et le maintiennent dans un flou mental constant grâce au lait de pavot.
Lorsque le prince Aegon - marié à sa sœur Helaena - viole Dyana, une femme de chambre, Alicent donne à la victime un thé abortif et de l'argent pour couvrir l'affaire. Quand sir Vaemond arrive au Donjon Rouge, Rhaenyra, cherchant le soutien de Rhaenys pour défendre les droits de Lucerys, propose à la princesse de marier Lucerys à Lady Rhaena, sa petite-fille et Jacaerys à Baela - la jumelle de Rhaena.  Rhaenys, certaine de l'implication de Rhaenyra dans la « mort » de son fils Laenor, refuse. Rhaenyra implore son père de défendre ses droits de succession au Trône de Fer en lui rappelant le rêve prophétique d'Aegon le Conquérant.
Lors d'une assemblée tenue dans la salle du trône, Vaemond fait part de sa revendication aux Hightower. Au moment où Rhaenyra s'apprête à prendre la parole pour défendre l'héritage de son fils Lucerys, c'est un Viserys, frêle et marchant à grand-peine, qui entre dans la salle, à la grande surprise de tous, et à la grande déception des Hightower. Viserys monte difficilement sur le trône, aidé sur la fin par son frère Daemon. Il décide de laisser le choix de la succession de Lamarck à Rhaenys, qui accepte de marier ses petite-filles aux premiers fils de Rhaenyra, et valide ainsi l'héritage de Lamarck à Lucerys. Fou de rage, Vaemond insulte Rhaenyra et traite ses enfants de bâtards. En réponse à cet affront, Daemon décapite Vaemond.
- Cet épisode a reçu d’excellentes critiques sur la réalisation et surtout le talent des acteurs, particulièrement Paddy Considine interprétant le roi Viserys 1er qui a réalisé une performance magistrale. Cet épisode a reçu une note de 9.9/ 10 sur IMDb.

### Épisode 9:Conseil des Verts
- États-Unis /  Canada : 16 octobre 2022 sur HBO / HBO Max / HBO Canada
- France : 17 octobre 2022 sur OCS City / OCS Max
- Suisse : 17 octobre 2022 sur RTS Un

Un enfant vient annoncer une nouvelle à Talya, la servante de la reine Alicent. Elle en fait immédiatement part à cette dernière. La reine apprend que le roi Viserys est mort dans son sommeil. Elle prévient sans attendre son père en lui révélant la prétendue dernière volonté de son mari quant à la succession du Trône de Fer à son fils Aegon. Le conseil restreint se réunit rapidement, et les Hightower leur annoncent la triste nouvelle, ainsi que leurs volontés de mettre le prince Aegon sur le trône. La reine est surprise d'apprendre que son père avait déjà comploté avec lord Jasper Wylde et sir Tyland Lannister dans ce but avant le conseil. À l'inverse, Lord Lyman des Essaims, outré par cette trahison envers Rhaenyra et Viserys, s'insurge et insinue même que le roi aurait été assassiné par les Hightower. Sir Criston Cole, outré par les propos de Lord des Essaims envers la Reine écrase alors sa tête sur la table, le tuant sur le coup. Sir Harrold Ouestrelin dégaine alors son épée et ordonne à Criston de retirer sa cape de garde royal. Alicent et Otto évitent le conflit entre les deux et la Main du roi suggère d'éliminer Rhaenyra et ses partisans à Peyredragon sans attendre. Il ordonne à sir Ouestrelin de diriger l'expédition, mais ce dernier démissionne de son poste et quitte le conseil. 
Alicent et Otto rejoignent les appartements d'Aegon pour s'apercevoir qu'il est parti en ville. La Main du roi ordonne alors à sir Errik Cargyll et à son frère jumeau Arryk de lui ramener son petit-fils. Rhaenys découvre qu'elle a été enfermée dans ses appartements et voit l'agitation dans le Donjon Rouge. Talya est quant à elle enfermée dans les cachots aux côtés des autres domestiques du palais afin d'éviter que la nouvelle de la mort du roi ne se répande. La reine Alicent, pour retrouver son fils Aegon avant son père, décide d'envoyer à sa recherche sir Criston et son second fils Aemond. Pendant que le prince et le garde royal vont dans la Rue de la Soie, Otto réclame l'allégeance des seigneurs qui avaient ployé le genou devant Rhaenyra vingt ans auparavant. Ceux qui refusent sont alors faits prisonniers, certains sont exécutés. Les frères Cargyll se rendent à Culpucier et découvrent une arène clandestine où des enfants sont forcés de se battre pour le plaisir de certains, et découvrent qu'un des nombreux bâtards d'Aegon y vit. Au moment de partir, les frères sont interpellés par une femme qui leur dit que le prince est avec le Ver Blanc, qui ne révélera son emplacement qu'à Otto. Après avoir assisté aux soins funéraires de son mari, Alicent rend visite à Rhaenys, prisonnière dans ses appartements au Donjon Rouge. Elle lui propose de rejoindre son camp, ce que la princesse refuse. 
Otto rencontre le Ver Blanc, qui n'est autre que Mysaria. Elle est prête à lui rendre le prince Aegon en échange de l'engagement de la Main à faire cesser les combats d'enfants à Culpucier. Otto accepte le marché, Mysaria révèle alors l'emplacement d'Aegon aux frères Cargyll, qui finissent par retrouver le prince. Mais au moment de le ramener à son grand-père, ils croisent la route de sir Criston et d'Aemond, qui leur subtilisent Aegon avant de l'emmener jusqu'à la reine. Alicent ordonnera ensuite à son père d'envoyer des conditions d'allégeance à Peyredragon au lieu d'une armée. Elle retourne ensuite dans ses appartements où Larys Fort l'avertit sur le réseau d'espions de Mysaria dans le Donjon Rouge, dont Talya fait partie. Il lui promet de résoudre ce problème (en faisant brûler les quartiers de Mysaria et ses servantes). Tout au long de leur discussion, Alicent se met pieds nus, alimentant les penchants fétichistes de Larys.  

### Épisode 10:La Reine noire
- États-Unis /  Canada : 23 octobre 2022 sur HBO / HBO Max / HBO Canada
- France : 24 octobre 2022 sur OCS City / OCS Max
- Suisse : 24 octobre 2022 sur RTS Un

À Peyredragon, Rhaenyra, Daemon et leur entourage assistent à l’arrivée de Rhaenys, qui les informe du décès du roi Viserys et du couronnement d’Aegon devant le peuple de Port-Real. Le choc de la nouvelle déclenche prématurément le travail d'accouchement de Rhaenyra, qui mettra au monde un bébé mort-né. Daemon et elle ont à peine le temps de pleurer leur enfant, car il leur faut consolider des alliances pour contrer les Hightower. Alors que Daemon enjoint aux chevaliers de la garde royale qui ont suivi Rhaenyra de respecter leur serment de loyauté, sir Erryk Cargyll arrive, apportant la couronne de Viserys qu’il remet à Rhaenyra, et s’agenouille en lui prêtant allégeance. La fille de Viserys est alors couronnée et devient « la Reine Noire ». 
Plus tard, Otto Hightower, toujours Main du roi, débarque à Peyredragon en émissaire d’Aegon et propose les termes d’une reddition à Daemon. Rhaenyra arrive sur le dos de sa dragonne Syrax et refuse la proposition d’Otto. La discussion se tend et Daemon est à deux doigts de se saisir de la Main pour l’émasculer mais Rhaenyra calme le jeu. Lors de la réunion de son conseil restreint Rhaenyra s’oppose à Daemon, qui veut une entrée en guerre immédiate, en affirmant qu’elle ne portera pas le premier coup. Sa pondération semble séduire Rhaenys. Cette dernière convainc son époux, Lord Corlys, de retour, qui ne souhaite pas prendre parti, de s’engager auprès de la Reine Noire. Corlys fait alors allégeance à Rhaenyra en lui indiquant qu’en plus de sa flotte, il lui apporte les Degrés de Pierre, qu’il a réussi à maîtriser et qui pourraient permettre un blocus maritime.  